# De wakkere waarzegster
De wakkere waarzegster is het vijfde album in de stripreeks van W817. Het scenario is geschreven door Hec Leemans en het album is getekend door Luc Van Asten en Wim Swerts. De strip werd in 2004 uitgegeven door Standaard Uitgeverij.

## Het verhaal
Wanneer Birgit aan de grote schoonmaak begint op zolder vindt ze allemaal spullen van een waarzegster. Ze opent uiteindelijk haar eigen kantoor in het huis waar ze mensen ontvangt die hun toekomst te weten willen komen. Op een dag echter, wordt er ingebroken. Niets is weg maar alles ligt overhoop. Akke en Carlo installeren een hoop camera's waarmee ze een hoop te weten komen...

## Hoofdpersonages
- Jasmijn De Ridder
- Akke Impens
- Zoë Zonderland
- Carlo Stadeus
- Birgit Baukens
- Tom Derijcke
- Steve Mertens

## Gastpersonages
- Piet, de schooldirecteur
- Otto
- Isabel Raven

## Trivia
Isabel Raven maakt in deze strip haar debuut. Ze zal nog in vele strips een bijrol of hoofdrol spelen.